# Meniantàcies
Meniantàcia, Meniantàcies o Menyanthaceae és una família de plantes amb flors. Són plantes aquàtiques i d'aiguamolls de l'ordre dels asterals. Hi ha aproximadament entre 60 i 70 espècies en sis gèneres distribuïdes arreu del món. Les fulles simples o compostes sorgeixen alternativament d'un rizoma rastrejant. En el gènere aquàtic submergit Nymphoides, les fulles són flotants i suporten una inflorescència laxa, umbellada o racemosa. En altres gèneres, la inflorescència és una i erecta (per exemple, Liparophyllum) a moltes flors. Les flors simpètales i pol·linitzades per insectes són de cinc parts i són grogues o blanques. Els pètals són ciliats o adornats amb ales laterals. El tipus de fruita és una càpsula. Les espècies de Menyanthaceae es troben a tot el món. Els gèneres Menyanthes i Nephrophyllidium només creixen a l'hemisferi nord, mentre que Liparophyllum i Villarsia només es troben a l'hemisferi sud. Les espècies Nymphoides tenen una distribució cosmopolita.
L'heterostilia dimòrfica es produeix en tots els gèneres excepte en Liparophyllum. A més, quatre espècies de Nymphoides són dioiques.